# 陸台蘭
陸台蘭（1955年3月9日—1995年12月3日），台灣及美國女性律師。

## 生平
陸台蘭是台灣人，於美國哈佛大學修畢法律博士，考到麻薩諸塞州律師執照後進入波士頓Ropes and Grey律師事務所服務。1982年回台灣進入國際通商法律事務所擔任法律顧問，專長辦理國際性商業法律案件，  1983年12月中信局發生卅億美金國際貸款詐騙案，陸台蘭揭穿騙局。
1993年發現患上血癌，前往美國的史丹福醫學中心求醫之後，終在1995年病逝，享年三十九歲。 1996年財團法人陸台蘭文教基金會成立，獎助法學教育工作，推動法律事業發展。

## 個人生活
陸台蘭有兩子，她逝世時分別六歲及三歲。

## 著作
陆台兰的著作有：
- 《鳳凰群相（Images of The Phoenix ）—台灣傑出職業婦女訪問記》，婦女新知雜誌社英文版主編審訂。[5]